# Urocystis bromi
Urocystis bromi är en svampart som först beskrevs av Lavrov, och fick sitt nu gällande namn av George Lorenzo Ingram Zundel 1953. Urocystis bromi ingår i släktet Urocystis och familjen Urocystidaceae.   Inga underarter finns listade i Catalogue of Life.